# Ramón Suárez Picallo
Ramón Suárez Picallo (Veloy, Sada, 1894 - Buenos Aires, Argentina, 14 de diciembre de 1964) fue un político republicano español, impulsor del Proyecto de Estatuto de Autonomía de Galicia de 1936. Se exilió en Argentina tras la guerra civil.

## Biografía
De niño fue labrador y  marinero. Fue el mayor de once hermanos. Sin estudios, emigró a la República Argentina con 14 años, donde se desempeñó como auxiliar de farmacia, mecanógrafo, vendedor de pasteles. Se mantuvo en contacto con la intelectualidad gallega en Buenos Aires.  Desarrolló grupos sindicales y fue director de la revista A Nosa Terra y de diversas publicaciones. Entabló contacto con Eduardo Blanco Amor. Realizó mitin en contra de la Dictadura de Miguel Primo de Rivera.
En 1931 participó de la fundación del Partido Galeguista y se convirtió en referente del partido junto a Castelao. Con casi 40 años, Ramón curso el bachillerato y después la carrera de abogado en Santiago de Compostela, licenciándose en 1935.
Fue elegido diputado por La Coruña en el año 1936 por el Partido Galeguista. Participó en más de 170 mítines durante la campaña del Proyecto de Estatuto de Autonomía de Galicia de 1936, formó parte de la comisión que llevó el Estatuto a Madrid. En la capital es sorprendido por el golpe de Estado, se refugia en Nueva York, posteriormente en la República Dominicana, Chile y por último vuelve a la Argentina.
En la Argentina tuvo el cargo de la cátedra de cultura galega del Centro Lucense de Buenos Aires (hoy Centro Galicia). Participó en Montevideo en el Consejo de Galicia, junto con Castelao, Elpidio Villaverde y Antonio Alonso Ríos. Falleció en el sanatorio del Centro Gallego de Buenos Aires el 14 de diciembre de 1964.
El 14 de octubre de 2008 sus cenizas fueron repatriadas a su localidad natal, para cumplir su deseo de ser enterrado en el cementerio sadense de Fiunchedo, tal como había confiado a su amigo Isaac Díaz Pardo.